# 北洋巡警学堂
北洋巡警学堂，中国最早的警察学校。原系天津警务学堂，成立于1902年。

## 沿革
当时根据《庚子条约》，天津不能驻军，袁世凯将军队改编成巡警进入，并设立警务学堂，地址在天津河北堤头村，由天津巡警总监赵秉钧负责筹建。1903年与保定警务学堂合并，更名为北洋巡警学堂。1911年 (宣統三年) 五月，北洋巡警學堂再併入保定府巡警學堂 與 天津设巡警教练所。北洋巡警学堂總共培训官警達25期，毕业生人数有3,632人。

## 外部連結
- 北洋巡警學堂 （页面存档备份，存于）